# Hiéroglyphe égyptien O39
Le bloc de pierre, en hiéroglyphes égyptiens, est classifié dans la section O « Bâtiments, parties de bâtiments etc. » de la liste de Gardiner ; il y est noté O39.

## Représentation
Il représente un bloc de pierre taillé en pavé ou une brique. 

## Utilisation
C'est un déterminatif du champ lexical de la pierre et analogue.
| N37 |

| N37 |

## Exemples de mots
| i | n · r | O39 |

| i | n · r | O39 |

| F46 · n | O39 |

| F46 · n | O39 |

| G22 | b | t · O39 |

| G22 | b | t · O39 |